# Essex-Sud
Pour les articles homonymes, voir Essex (homonymie).
Essex-Sud fut une circonscription électorale fédérale de l'Ontario, représentée de 1882 à 1968.
La circonscription d'Essex-Sud et d'Essex-Nord a été créée en 1882 lors de la division de la circonscription d'Essex. Abolie en 1966, elle fut redistribuée parmi Essex et Essex—Kent.

## Géographie
En 1882, la circonscription de Essex-Sud comprenait:
- Les cantons d'Anderdon, Malden, North Colchester, South Colchester, Gosfield, Mersea
- La ville d'Amherstburg
- Les villages de Leamington et de Kingsville
- L'île Pelée

## Députés
1. 1882-1887 — Lewis Wigle, CON
2. 1887-1891 — James Brien, PLC
3. 1891-1896 — Henry William Allan, PLC
4. 1896-1904 — Mahlon K. Cowan, PLC
5. 1904-1917 — Alfred Henry Clarke, PLC
6. 1917-1921 — John Wesley Brien, CON
7. 1921-1925 — George Perry Graham, PLC
8. 1925-1935 — Eccles James Gott, CON
9. 1935-1957 — Stuart Murray Clark, PLC
10. 1957-1962 — Richard Devere Thrasher, PC
11. 1962-1968 — Eugene F. Whelan, PLC

- CON = Parti conservateur du Canada (ancien)
- PC = Parti progressiste-conservateur
- PLC = Parti libéral du Canada